# Eccremocarpus
Eccremocarpus  è un genere di piante appartenente alla famiglia delle Bignoniaceae, originario dell'America Meridionale.

## Descrizione
Comprende cinque specie di arbusti semi legnosi, rampicanti, dal metro ai sette metri di altezza.

## Specie
- Eccremocarpus longiflorus
- Eccremocarpus scaber
- Eccremocarpus vargasianus